# Antonio Joaquim da Costa Sampaio
Antonio Joaquim da Costa Sampaio (Portugal,  – 1830) foi um médico português radicado no Brasil.
Foi membro fundador da Sociedade de Medicina do Rio de Janeiro, atual Academia Nacional de Medicina.